# Ryota Inoue
Ryota Inoue (井上 亮太 Inoue Ryota?), född 26 april 1990 i Tokyo prefektur, är en japansk fotbollsspelare.
Inoue började sin karriär 2013 i Gainare Tottori. Han spelade 33 ligamatcher för klubben.